# Cremo
Die Cremo S.A. mit Sitz in Villars-sur-Glâne ist ein Schweizer Milchverarbeitungsunternehmen und mit Stand des Jahres 2022 die zweitgrösste Molkerei in der Schweiz.
Es produziert und vermarktet unterschiedliche Milchprodukte, wie Butter, Molkereiprodukte (Milch, UHT-Rahm, Kaffeerahm in Portionen, Joghurts), harte und halbharte Käsesorten wie Le Gruyère AOC oder Vacherin Fribourgeois, aber auch Milchpulver und Proteinkonzentrate, welche in der Nahrungsmittel- und Pharmaindustrie eingesetzt werden.
Cremo gehört zu den 500 grössten Unternehmen in der Schweiz.

## Geschichte
Die Wurzeln der Cremo liegen in den 1917 auf Verordnung des Schweizer Bundesrates gegründeten landesweiten Butterzentralen. Die Butterzentrale in Freiburg wurde 1917 in Betrieb genommen und fand sich im Besitz des Milchverbands Waadt-Freiburg und des Milchverbands der Berggebiete. 1927 wurde diese von den beiden verantwortlichen Milchverbänden in eine Aktiengesellschaft mit dem Namen Cremo umgewandelt. Ihr Ziel war die Herstellung und Vermarktung sämtlicher Milchprodukte und Milch-Nebenprodukte, die im Einzugsgebiet der Verbände hergestellt wurden.
Bis Ende der 1960er-Jahre stützte sich das Wachstum der Cremo vor allem auf die Erweiterung ihrer Produktepalette. Ab den 1970er-Jahren erfolgten verschiedene Übernahmen, u. a. der Freiburger Zentralmolkerei (1972), der Aktivitäten der Butterzentralen von Vevey, Neuenburg und Lausanne (1973) sowie der Schokoladefabrik Chocolats et Cafés Villars SA (1985), die auf die Herstellung von Schokolade und auf das Rösten von Kaffee spezialisiert war, zehn Jahre später aber an Soparind Bongrain (heutige Groupe Savencia Saveurs & Spécialités) verkauft wurde. 1987 beteiligte sich die Cremo an der Lacto Prospérité SA.
Im April 1981 nahm der Waadtländisch-Freiburgische Milchverband zusammen mit der Cremo S.A. eine Raclettekäsefabrik in Lucens in Betrieb.
Am 13. April 1990 wurde die Produktionsanlage in Villars-sur-Glâne durch Brandstiftung zerstört. In der Folge musste die Produktion für mehrere Tage bis Wochen eingestellt werden.
1991 ging Cremo mit den Laiteries Réunies de Genève (LRG) und mit der Intermilch in Bern Zusammenarbeitsverträge ein. 1998 unterzeichnete Cremo einen Zusammenarbeitsvertrag mit der Toni AG, welche 1997 die Intermilch integriert hatte. Im gleichen Jahr übernahm Cremo vom Werk Gossau SG der Toni-Gruppe die Herstellung von Kaffeerahm in Portionen, nachdem einige Jahre zuvor bereits die von Dietikon übernommen wurde.
Cremo ist Gesellschafterin der BO Butter GmbH.
Ende 2002 unterzeichnete Cremo mit Unterstützung verschiedener Milchverbände und den entsprechenden Kantonen einen Übernahmevertrag für einen Teil der Aktivitäten der sich in Nachlassstundung befindenden Swiss Dairy Food. Dabei wurden die Produktionsstandorte Le Mont-sur-Lausanne (UHT-Abfüllung), Lucens (Käserei und Milchpulver) und Thun (Käserei und Milchpulver) in die Cremo integriert.
2014 übernahm Cremo die Walliser Unternehmen Vallait SA und Valcrème SA durch Aktientausch mit der Fédération Laitière Valaisanne (FLV), womit der FLV zum dritten Aktionär von Cremo wurde.
Die Association des Producteurs de Lait Cremo Valais (APLCV) ist an der 2014 gegründeten Exportgesellschaft Lactofama beteiligt.
2014 wurden die Pläne für den Neubau einer Bio-Molkerei in Lyss bekannt. Dazu wurde 2015 die Bio-Molkerei Seeland AG (BMS AG) gegründet. Die Lysser Molkerei Wasserfallen und die Molkerei Zaugg AG mit Sitz in Biel wurden in der BMS AG zusammengelegt. 2020 ist die Bio-Molkerei Seeland AG durch eine Fusion in der Cremo S.A. aufgegangen. Ende Juni 2023 wurde das Werk geschlossen, da zu wenig Produkte am Markt abgesetzt werden konnten. Der Standort Lyss wurde aufgegeben.
Cremo ist Gründungsmitglied der 2015 gegründeten Interessensgemeinschaft Bio Schweiz (IG Bio).
Verluste in Millionenhöhe erwirtschaftete das Unternehmen in den Jahren 2017 (CHF −2,7 Mio.) und 2018 (CHF −7,5 Mio.). Das Geschäftsjahr 2019 konnte wieder mit einem Gewinn (CHF 0,4 Mio.) abgeschlossen werden. 2020 ergab wieder einen Verlust von 3,1 Mio. CHF. 2021 wurde ein Gewinn von 20,3 Millionen Franken erwirtschaftet, bevor 2022 ein Verlust von 21,5 Millionen Franken vermeldet wurde. 2023 wurde ein Verlust von 20,3 Millionen Franken erwirtschaftet und 2024 lag der Verlust bei 16,9 Millionen Franken.
2019 bestätigte das Bundesgericht, dass Cremo dem Bund 2,8 Millionen Franken zu Unrecht bezogene Verkäsungszulage aus den Jahren 2006 bis 2015 zurückerstatten muss.
Um die Wettbewerbsfähigkeit zu verbessern, wurde der Produktionsstandort Thun in Steffisburg Ende August 2021 geschlossen. Im Zuge der Schliessung wurden um die 40 Stellen abgebaut. Im Jahr 2022 hat Cremo das Werksareal an die STI Bus AG aus Thun verkauft. Die Lieferplattform Petit Crémier, welche an verschiedenen Standorten ansässig ist, schliesst den Standort Thun per Ende September 2023. Bis Ende 2023 soll die Produktion in Lucens an den Standort Villars-sur-Glâne verlagert werden. Per 1. Januar 2022 wurde die auf Walliser Raclettekäse spezialisierte Augstbordkäserei aus Turtmann übernommen. Im Jahr 2022 wurde die Innoprax AG, mit der dazugehörigen Marke Lattesso, übernommen. Das Milchmischgetränk wird bereits seit seiner Lancierung im Jahr 2013 exklusiv im Cremo-Werk in Siders hergestellt.
Cremo wird von drei regionalen Direktlieferanten-Organisationen beliefert: APLC (Freiburg), APLCV (Wallis) und VBMC (Bern). Der VBMC, bzw. der Verein der Berner-Milchproduzenten der CREMO AG, hat seinen Sitz in Wattenwil. Mit Ausnahme der Milchsammlung werden per 1. Mai 2024 sämtliche Transporte an die Galliker Transport AG und die Fenaco-Tochter Traveco Transporte AG ausgelagert. Im Juni desselben Jahres wurde die Produktion von Kaffeerahmportionen an die Emmi AG ausgelagert, welche diese nun am Standort Emmen LU für Cremo produziert. Als weitere Sparmassnahme soll die Produktion und Reifung von Emmentaler AOP bis Ende April 2025 eingestellt werden, die Vermarktung werde beibehalten. Die Produktion des Emmentalers erfolgte bis anhin in der seit 2003 gepachteten Käserei Waldegg in Kriechenwil, die Reifung und die Verpackung bei der Firma von Mühlenen AG in Düdingen, die seit 2006 im Besitz von Cremo ist. Indes kündigte Cremo den Käsekaufvertrag mit der Emmentaler Schaukäserei in Affoltern im Emmental, welche ihrerseits Ende Juni 2025 die Produktion von Emmentaler aufgab.

## Leitung (Auswahl)
Von 1995 bis 2020 war Paul-Albert Nobs Geschäftsführer der Cremo, 2020 bis 2021 übernahm Hervé Perret. Inzwischen wurde das Unternehmen von Frédéric Métrailler geleitet, bevor Ralph Perroud im August 2023 den Posten übernahm.
Im Jahr 2023 wurde Georges Godel zum Verwaltungsratspräsidenten gewählt. Zuvor hatten u. a. Alexandre Cotting (2020–2023), Benoît Perroud (2012–2020), Alexis Gobet (1993–2012), Pierre Reynaud (1943–1984), diesen Posten inne. Erster Präsident der Cremo S.A. war von 1927 bis 1937 Antoine Morard.

## Aktionärsstruktur
Grösster Aktionär der Cremo S.A. ist die Fédération des sociétés fribourgeoises de laiterie (FSFL), eine regionale Mitgliedsorganisation der Schweizer Milchproduzenten. Weitere Aktionäre sind der Milchverband Prolait sowie die Milchpools Aaremilch und Mooh.